# Giovanni Evangelista Pallotta
Giovanni Evangelista Pallotta (ur. w lutym 1548 w Caldaroli, zm. 22 sierpnia 1620 w Rzymie) – włoski kardynał.

## Życiorys
Urodził się w lutym 1548 roku w Caldaroli, jako syn Desideria Pallotty i Domenici Cianfortini. 11 sierpnia 1587 roku został wybrany arcybiskupem Cosenzy, a dwa dni później przyjął sakrę. 18 grudnia tego samego roku został kreowany kardynałem prezbiterem i otrzymał kościół tytularny San Matteo in Merulana. Ponadto, został archiprezbiterem bazyliki watykańskiej i datariuszem apostolskim. Około 1591 roku zrzekł się zarządzania archidiecezją, a dwa lata później został prefektem Fabryki Świętego Piotra. W latach 1607–1611 był protoprezbiterem. 24 stycznia 1611 roku został podniesiony do rangi kardynała biskupa i otrzymał diecezję suburbikarną Frascati. Na cztery miesiące przed śmiercią, z racji objęcia diecezji Porto-Santa Rufina, został subdziekanem Kolegium Kardynalskiego. Zmarł 22 sierpnia 1620 roku w Rzymie.